# Priscah Jeptoo
Ne doit pas être confondu avec Rita Jeptoo.
Priscah Jeptoo (née le 26 juin 1984 dans le district de Nandi) est une athlète kényane, spécialiste des courses de fond.

## Biographie
Elle fait ses débuts sur l'épreuve du marathon en novembre 2009 et remporte à cette occasion le Marathon de Porto dans le temps de 2 h 30 min 40 s. En début de saison 2010, elle s'impose lors du Marathon de Turin en 2 h 27 min 2 s, nouveau record personnel.
En 2011, elle remporte le marathon de Paris en 2 h 22 min 51 s, améliorant de près de quatre minutes sa meilleure marque personnelle. Elle participe aux championnats du monde 2011 de Daegu, en Corée du Sud, et y décroche la médaille d'argent de l'épreuve du marathon en 2 h 29 min 0 s, derrière sa compatriote Edna Kiplagat (2 h 28 min 43 s). Une autre athlète kényane, Sharon Cherop, complète le podium.
Elle se classe troisième du marathon de Londres 2012 et porte son record personnel à 2 h 20 min 14 s. Cette performance lui permet d'intégrer l'équipe du Kenya en vue des Jeux olympiques de 2012. À Londres, lors du marathon olympique, Priscah Jeptoo se classe deuxième de l'épreuve, en 2 h 23 min 12 s, terminant à près de cinq secondes de l'Éthiopienne Tiki Gelana.
En février 2013, à Ras el Khaïmah, elle établit un nouveau record personnel sur la distance du semi-marathon en 1 h 6 min 11 s. Elle remporte un mois plus tard le Marathon de Londres dans le temps de 2 h 20 min 15 s, et s'impose en novembre 2013 au Marathon de New York, son deuxième World Marathon Majors de l'année, en 2 h 25 min 7 s.

### Palmarès
| Date | Compétition           | Lieu     | Résultat | Épreuve  | Performance     |
| ---- | --------------------- | -------- | -------- | -------- | --------------- |
| 2011 | Marathon de Paris     | Paris    | 1re      | Marathon | 2 h 22 min 51 s |
| 2011 | Championnats du monde | Daegu    | 2e       | Marathon | 2 h 29 min 0 s  |
| 2012 | Marathon de Londres   | Londres  | 3e       | Marathon | 2 h 20 min 14 s |
| 2012 | Jeux olympiques       | Londres  | 2e       | Marathon | 2 h 23 min 12 s |
| 2013 | Marathon de Londres   | Londres  | 1re      | Marathon | 2 h 20 min 15 s |
| 2013 | Marathon de New York  | New York | 1re      | Marathon | 2 h 25 min 7 s  |

### Records
| Épreuve       | Performance     | Lieu           | Date            |
| ------------- | --------------- | -------------- | --------------- |
| 10 kilomètres | 31 min 19 s     | Ras el Khaïmah | 15 février 2013 |
| Semi-marathon | 1 h 06 min 11 s | Ras el Khaïmah | 15 février 2013 |
| Marathon      | 2 h 20 min 14 s | Londres        | 21 avril 2012   |